# Parvicardium elegantulum
Parvicardium elegantulum är en musselart som först beskrevs av Moller 1842.  Parvicardium elegantulum ingår i släktet Parvicardium och familjen hjärtmusslor. Inga underarter finns listade i Catalogue of Life.